# Онисифор (Пономарёв)
Архиепи́скоп Онисифо́р (в миру Пётр Алексе́евич Пономарёв; 9 (21) января 1881, Ряжск, Рязанская губерния — 8 октября 1966, Одесса) — епископ Русской православной церкви, епископ Калужский и Боровский.

## Биография
Окончил Данковское духовное училище. В 1901 году окончил Саратовскую духовную семинарию.
В 1901—1906 годах служил псаломщиком в Вознесенском храме станицы Новоминской Кубанской области.
В 1906 году поступил в Санкт-Петербургскую духовную академию, которую окончил в 1910 году со степенью кандидата богословия.
30 марта 1920 года епископом Пименом (Пеговым) был рукоположён во иерея ко Крестовоздвиженскому храму в местечке Маково.
В 1929 году был арестован, осужден по статье 58-10 УК РСФСР и приговорен к трём годам исправительно-трудовых лагерей.
В 1932 году по отбытии срока выслан в Северный край на 3 года.
По возвращении из ссылки назначен епископом Тульским Онисимом (Пылаевым) в церковь села Жмурово Чапаевского района Тульской области.
29 ноября 1935 года принял монашество с именем Онисифор. В январе 1936 года возведён в сан архимандрита.
С 25 августа 1937 года — настоятель церкви села Товарково Тульской области. С 15 ноября 1938 года — благочинный.
14 февраля 1945 года решением патриарха Московского и всея Руси Алексия I (Симанского) и Священного Синода РПЦ был определён епископом Пинским и Брестским.
26 февраля 1945 года в зале Священного Синода было совершено наречение архимандрита Онисифора во епископа Пинского и Брестского. Чин наречения совершали: Патриарх Московский и всея Руси Алексий I, Митрополит Крутицкий Николай (Ярушевич), Архиепископ Тульский и Белевский Виталий (Введенский), епископ Нежинский Борис (Вик) и епископ Можайский Макарий (Даев).
27 февраля 1945 года в Москве хиротонисан во епископа Пинского и Брестского. Чин хиротонии совершали: Святейший Патриарх Алексий и архиепископ Тульский и Белёвский Виталий (Введенский). Иногда именовался Брестским и Пинским.
С октября 1945 года — епископ Калужский и Боровский.
С 22 марта 1960 года уволен на покой по болезни с правом проживания в Одесском Успенском монастыре.
30 мая 1964 года во внимание к усердному служению Церкви Божией был возведён в сан архиепископа с правом ношения креста на клобуке.
Скончался 8 октября 1966 года. Похоронен на монастырском кладбище Успенского монастыря.